# Фархадов, Хазар Надир оглы
Хазар Надир оглы Фархадов (азерб. Xəzər Nadir oğlu Fərhadov; род. 26 июня 1975, Али-Байрамлы) — азербайджанский дипломат. Посол Азербайджана в Пакистане.

## Биография
Родился 26 июня 1975 года в городе Ширван. В 1996 году окончил университет Гази, факультет экономики и управления, отделение международных отношений. В 2004 году окончил факультет международных отношений и международного права Бакинского государственного университета.
С 1997 по 1998 год — референт управления стран Организации исламского сотрудничества МИД Азербайджана.
С 1998 по 2002 год — референт, атташе, третий секретарь управления стран Азии, Африки и Латинской Америки МИД Азербайджана. 
С 2002 по 2006 год — второй, первый секретарь, начальник отдела второго (Восточного) управления МИД Азербайджана.
С 2006 по 2008 год — советник посольства Азербайджана в Саудовской Аравии.
С 2008 по 2019 год занимал различные должности в МИД Азербайджана.
С 2019 по 2021 год — посол по особым поручениям МИД Азербайджана.
16 июля 2021 года присвоен ранг чрезвычайного и полномочного посланника второй степени.
Посол Азербайджана в Пакистане (с 16 июля 2021).
Владеет турецким, английским, русским, японским языками.

## Награды
- Медаль «Прогресс» (9 июля 2019, за плодотворную деятельность в органах дипломатической службы Азербайджанской Республики)[3]